# Còrvids

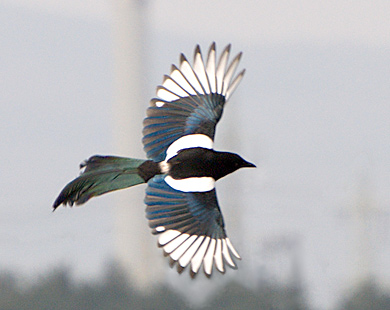
Garsa (Pica pica)

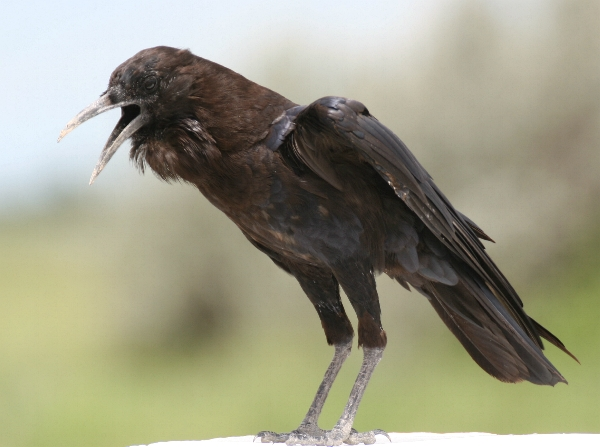
Corvus capensis

Els còrvids (o corbs i gralles) són una família d'ocells de l'ordre dels passeriformes molt espavilats, molt adaptables i que no defugen la presència humana. En són representants típics els corbs, les cornelles i les gralles, però també les garses i els gaigs, entre altres gèneres.

## Morfologia
- Bec robust i recte amb la punta lleugerament corbada.
- Orificis nasals entapissats per llargues cerres.
- En general, són de colors foscos o negres, però també hi ha espècies acolorides, amb marques blaves, verdes, gris o marró.
- Sexes molt semblants.

## Alimentació
S'alimenten d'un ampli ventall de productes, com ara fruites, llavors, ous d'altres ocells, animalets vius o carn morta.

## Hàbitat i distribució
Ocupen hàbitats molt variats que inclouen boscos, praderies, deserts, terres de conreu i ciutats, repartits per tota la superfície de la Terra, a excepció de les zones àrtiques i antàrtiques extremes, Nova Zelanda i diverses illes oceàniques.

## Intel·ligència
Una revisió duta a terme el 2004 suggerí que la intel·ligència dels còrvids és comparable a la dels homínids no humans (ximpanzés, orangutans i goril·les) pel que fa a la cognició social, el raonament causal, la flexibilitat, la imaginació i la prospecció.

## Llista de gèneres
Segons la Classificació del Congrés Ornitològic Internacional (versió 10,2. 2020) aquesta família conté 25 gèneres amb 133 espècies::
- Platylophus amb una espècie: gaig crestat (Platylophus galericulatus).
- Platysmurus amb una espècie: garsa negra (Platysmurus leucopterus).
- Perisoreus amb tres espècies.
- Cyanolyca amb 9 espècies.
- Cyanocorax amb 17 espècies.
- Psilorhinus amb una espècie: gaig bru (Psilorhinus morio).
- Calocitta amb dues espècies.
- Cyanocitta amb dues espècies.
- Aphelocoma amb 7 espècies
- Gymnorhinus amb una espècie: gaig dels pins (Gymnorhinus cyanocephalus).
- Garrulus amb tres espècies.
- Cyanopica amb dues espècies.
- Urocissa amb 5 espècies.
- Cissa amb 4 espècies.
- Dendrocitta amb 7 espècies.
- Crypsirina amb dues espècies.
- Temnurus amb una espècie: garsa arbòria cua de serra (Temnurus temnurus).
- Pica amb 7 espècies
- Zavattariornis amb una espècie: gaig de Stresemann (Zavattariornis stresemanni).
- Podoces amb 4 espècies.
- Nucifraga amb tres espècies.
- Pyrrhocorax amb dues espècies.
- Ptilostomus amb una espècie: piacpiac (Ptilostomus afer).
- Coloeus amb dues espècies.
- Corvus amb 45 espècies